# Gut Kleve

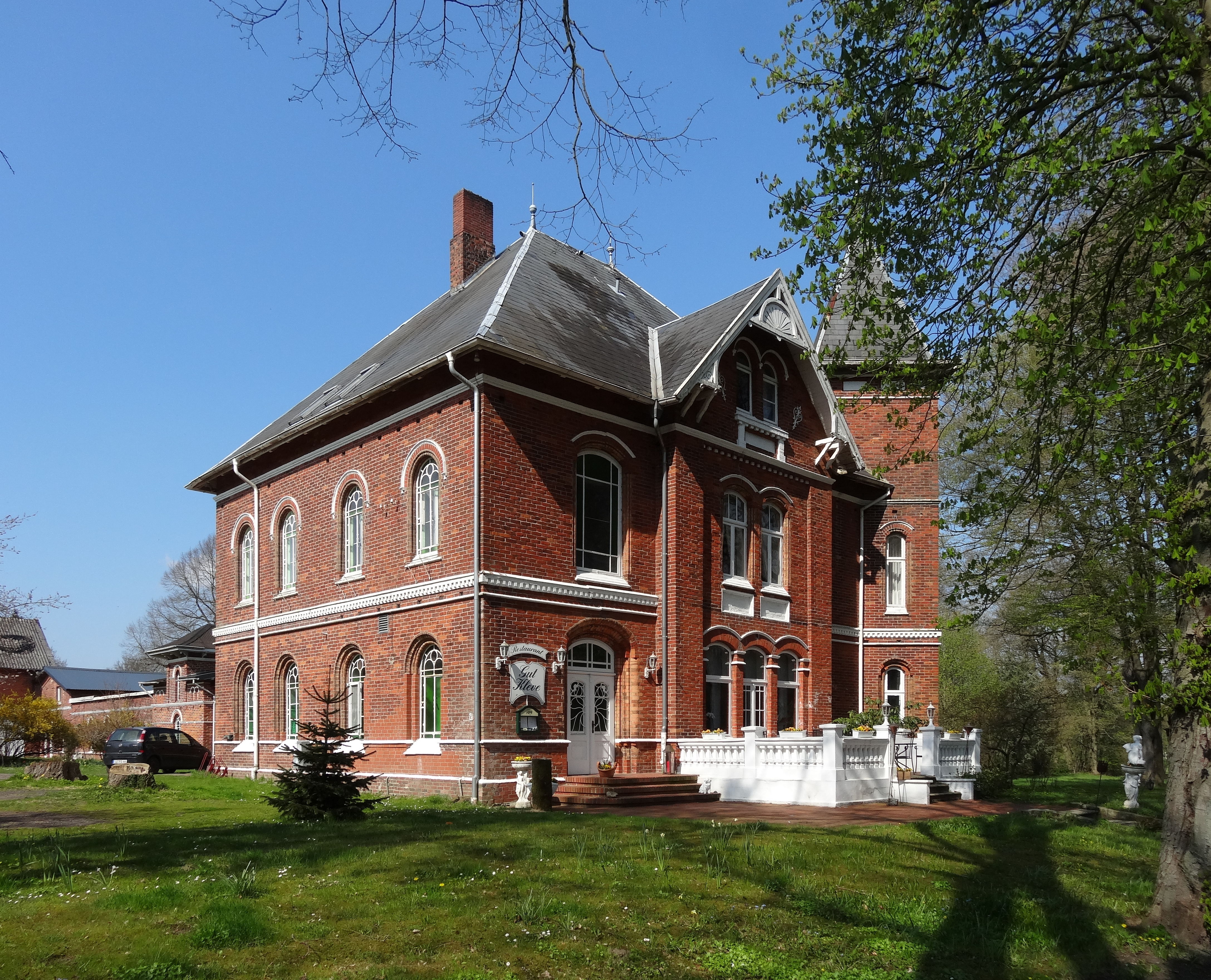
Gut Kleve

Das Gut Kleve ist ein Gutshof mit Herrenhaus im Jugendstil in Kleve im Kreis Steinburg (Schleswig-Holstein).
Das Gut Kleve war noch im 18. Jahrhundert eine Schäferei. Heinrich von Meurer, dem zu dieser Zeit auch das ebenfalls in Kleve gelegene Gut Krummendiek gehörte, verpachtete die Schäferei 1745 in Erbpacht. Im folgenden Jahrhundert wechselten die Pächter, 1839 kamen die Teiche zum Besitz hinzu. Mitte des 19. Jahrhunderts entstand anstelle der Schäferei eine neue Ziegelei neben der bereits bestehenden. Sie wechselte mehrfach den Besitzer, bis sie kurz nach 1900 abbrannte. Der Architekt Otto Roosten aus Altona, seit 1902 Eigentümer des Gutes, ließ das Herrenhaus im Jugendstil errichten. Schon 1910 wechselten die Besitzer erneut. 1913 kaufte der Hamburger Fabrikant für Seifen, Parfüm und Kosmetikartikel Emil Dralle den Hof, ließ Wirtschaftsgebäude errichten und änderte die Bezeichnung „Hof Kleve“ in „Gut Kleve“. Seit 1927 befand sich das Gut im Besitz der Familie Groth, die mit der Vermietung an Feriengäste begann. Das Gutshaus wurde als Hotel und Restaurant genutzt. Darin feierte die seit 1864 selbstständige Gemeinde Kleve das 150. Jubiläum 2014 mit einem Ball im Gutshaus. Später war es einige Jahre privates Wohnhaus.
Im Juni 2021 erwarben Tina Richter und Jan Richter das Gut Kleve und modernisierten und renovierten es. Jan Richter bewohnt den Gutshof alleine und stellt Park sowie Gutshaus Feriengästen zur Verfügung.

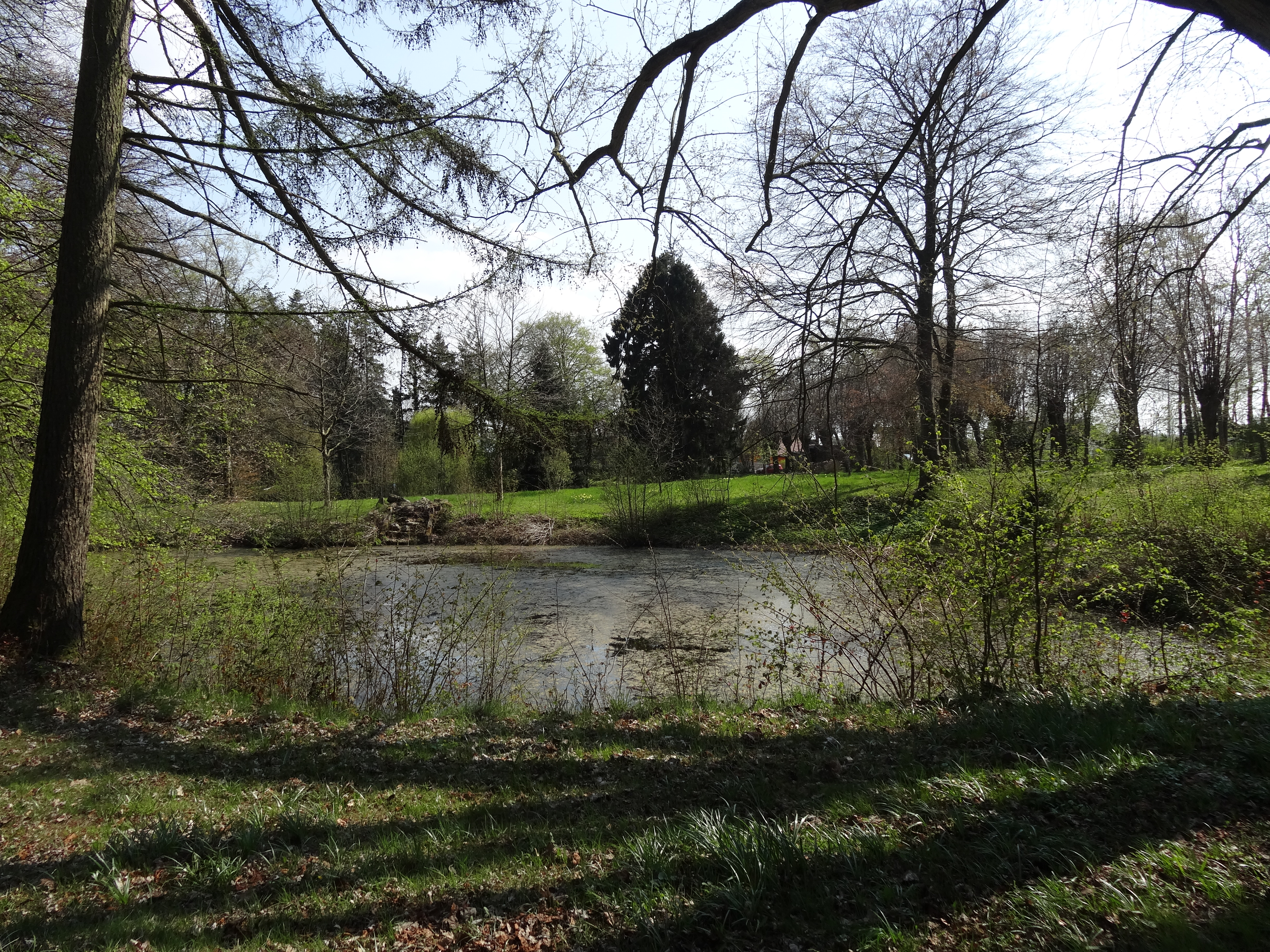
Teich im Park
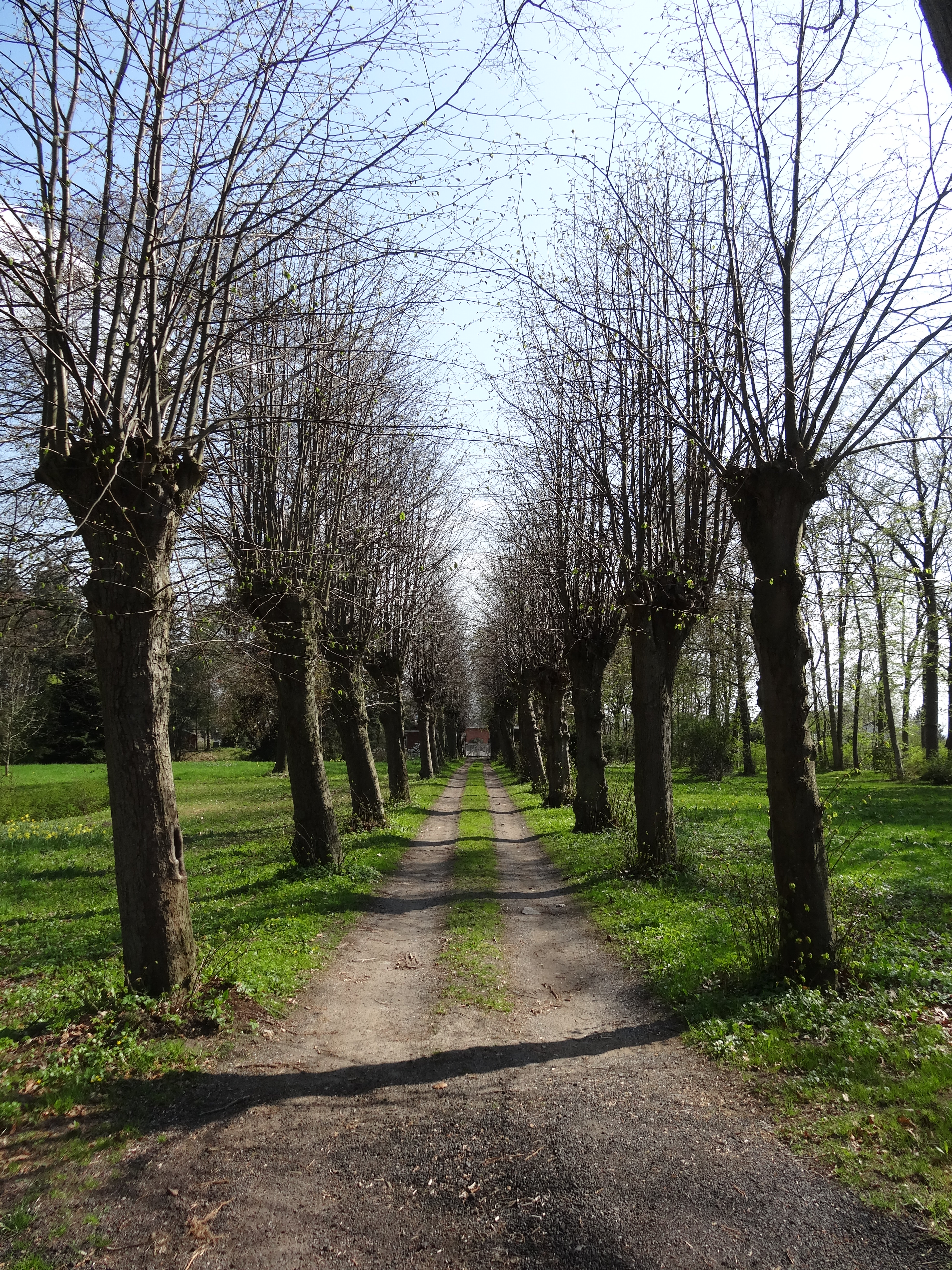
Lindenallee im Frühjahr
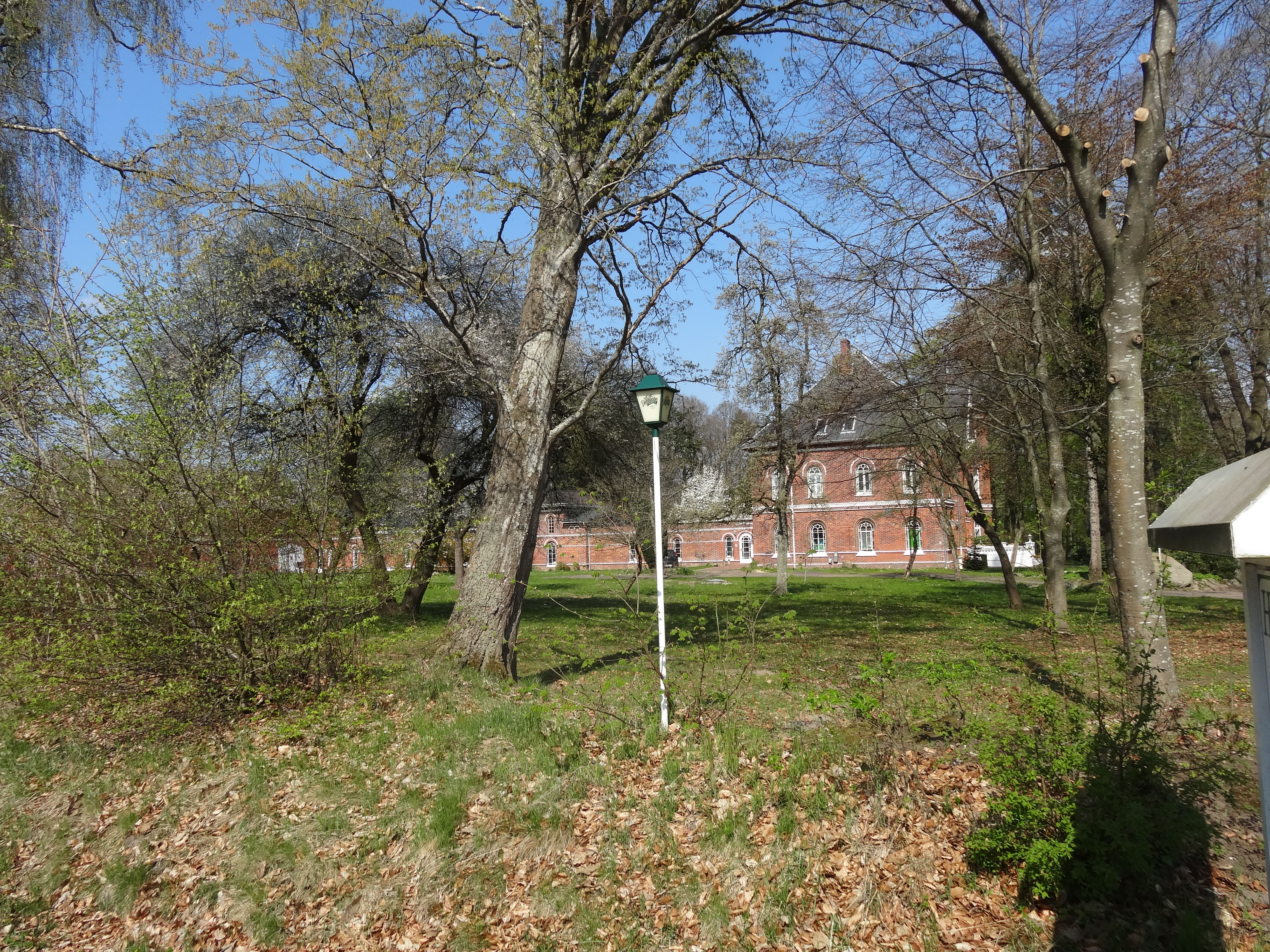
Ansicht
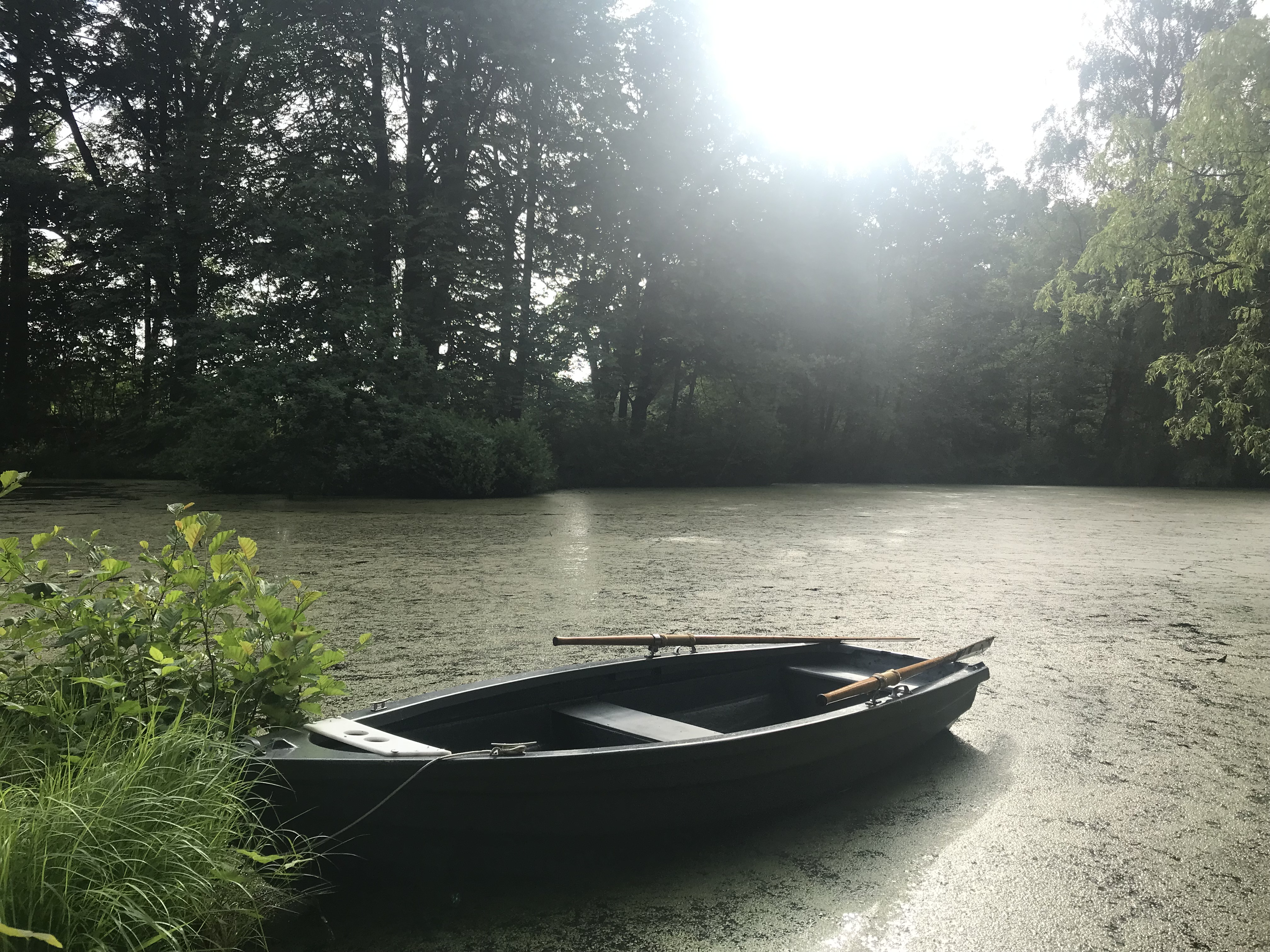
Ruderboot auf dem Parkteich
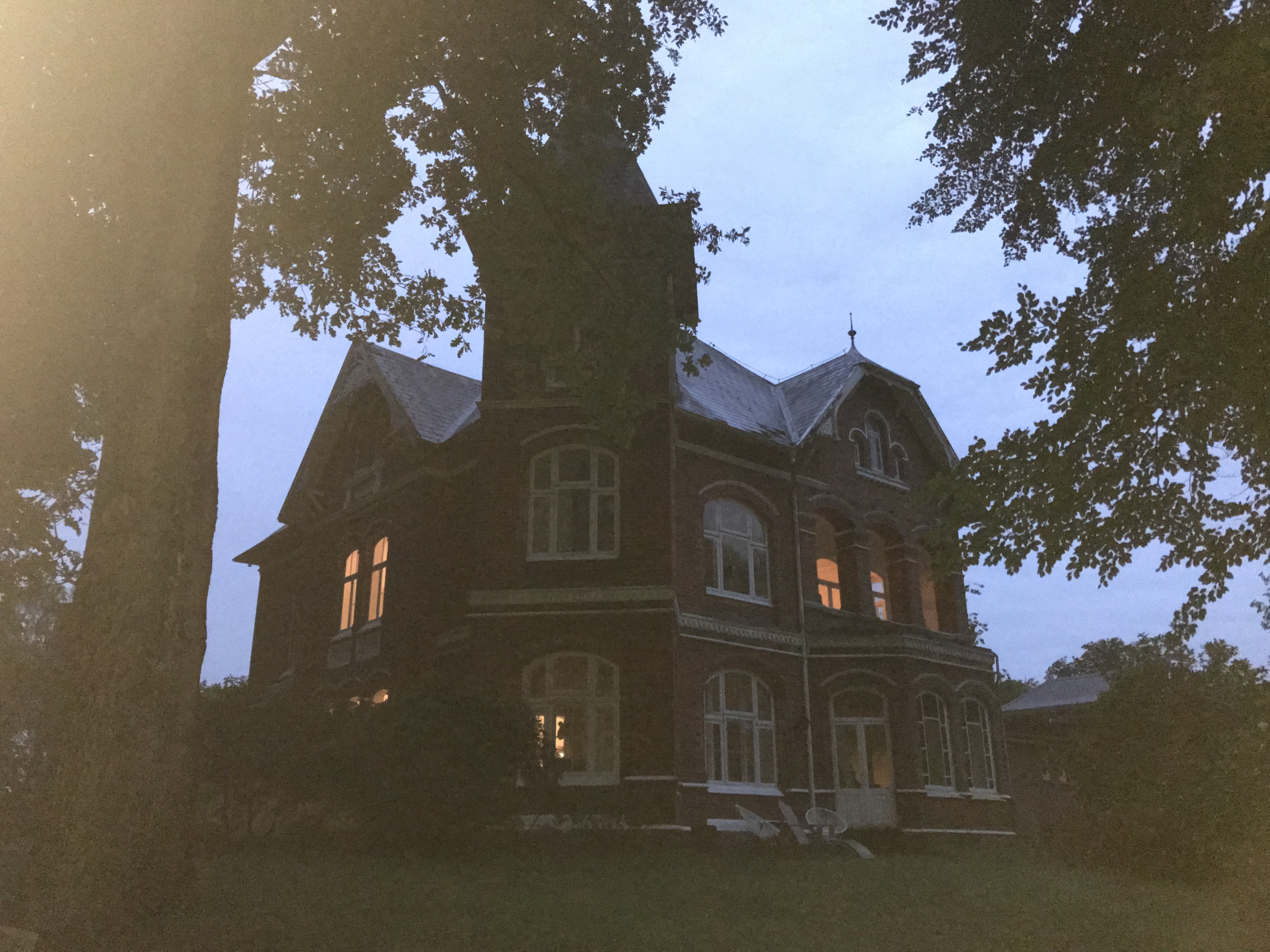
Gut Kleve bei Nacht

## Quelle
- Erika Harbaum: Gut Krummendiek und Gut Kleve. In: Steinburger Jahrbuch 1985, S. 147 ff.